# Solmsiella
Solmsiella là một chi rêu trong họ Erpodiaceae.